# 숲덤불쥐
숲덤불쥐(Grammomys dryas)는 쥐과에 속하는 설치류의 일종이다. 부룬디와 콩고민주공화국, 우간다에서 발견된다. 자연 서식지는 아열대 또는 열대 기후 지역의 습윤 산지림이다.